# Pseudancistrus brevispinis
Pseudancistrus brevispinis es una especie de peces de la familia Loricariidae en el orden de los Siluriformes.

## Morfología
Los machos pueden llegar alcanzar los 14,2 cm de longitud total.

## Distribución geográfica
Se encuentran en Sudamérica: desde la cuenca del río Nickerie hasta la del río Oyapock.